# Шингак-Куль (заказник)
Шингак-Куль (баш. Шөңгәккүл, от одноименного названия озера Шөңгәккүл, включающий слова шөңгәк 'высыхающий' и күл 'озеро', по-русски Шингаккуль) — Государственный природный зоологический заказник республиканского значения в Чишминском районе республики Башкортостан.
Основной профиль заказника — зоологический (по охране животного мира).
Площадь заказника составляет 240 га. Граница проходит на расстоянии 50 м от уреза болота Шингак-Куль по его периметру.

## История
Шингак-Куль организован в соответствии с Постановлением Совета Министров Башкирской АССР от 23 января 1952 года N 58. Заказник ликвидирован в соответствии с распоряжением Совета Министров Башкирской АССР от 20 марта 1987 года N 99-р, затем вновь восстановлен в соответствии с Постановлением Кабинета Министров Республики Башкортостан от 6 августа 1996 года N 238. Постановлением Правительства Республики Башкортостан от 25 августа 2005 года N 189 заказник закреплен за государственным бюджетным учреждением Дирекция по особо охраняемым природным территориям Республики Башкортостан, находящимся в ведении Министерства природопользования и экологии Республики Башкортостан и осуществляющим руководство и контроль за деятельностью и режимом заказника.

## Объекты охраны
Охране на территории заказника подлежат лось, косуля, лисица, норка американская, заяц-русак, ондатра и водоплавающая дичь.
Из видов, занесенных в Красную книгу Республики Башкортостан, — серый журавль, лебедь-шипун, лебедь-кликун, серый гусь.